# Calyptrion pubescens
Calyptrion pubescens (S.Moore) Paula-Souza – gatunek roślin z rodziny fiołkowatych (Violaceae). Występuje naturalnie w Wenezueli, Boliwii oraz Brazylii (w stanach Amazonas, Pará, Rondônia, Maranhão, Mato Grosso do Sul i Mato Grosso). 

## Morfologia
PokrójZimozielony krzew tworzący liany.
LiścieBlaszka liściowa ma eliptyczny lub odwrotnie jajowaty kształt. Mierzy 5 cm długości oraz 1,5 cm szerokości, jest niemal całobrzega, ma zbiegającą po ogonku nasadę i spiczasty lub ostry wierzchołek. Ogonek liściowy jest owłosiony i ma 5 mm długości.
KwiatyZebrane w gronach wyrastających z kątów pędów lub na ich szczytach. Mają 5 działek kielicha o trójkątnym kształcie. Płatków jest 5, są podługowate (z przodu zaopatrzone w ostrogę), mają białą barwę oraz 18–22 mm długości.

## Biologia i ekologia
Rośnie w lasach oraz na brzegach cieków wodnych. Występuje na wysokości do 200 m n.p.m.